# Pomatoschistus
A Pomatoschistus a csontos halak (Osteichthyes) főosztályának a sugarasúszójú halak (Actinopterygii) osztályába, ezen belül a sügéralakúak (Perciformes) rendjébe, a gébfélék (Gobiidae) családjába és a Gobiinae alcsaládjába tartozó nem.

## Rendszerezés
A nembe az alábbi 12 faj tartozik:
- Pomatoschistus bathi Miller, 1982
- csatornagéb (Pomatoschistus canestrinii) (Ninni, 1883)
- Pomatoschistus knerii (Steindachner, 1861)
- Pomatoschistus lozanoi (de Buen, 1923)
- Pomatoschistus marmoratus (Risso, 1810)
- parti géb (Pomatoschistus microps) (Krøyer, 1838)
- Pomatoschistus minutus (Pallas, 1770) - típusfaj
- Pomatoschistus montenegrensis Miller & Sanda, 2008[1]
- Pomatoschistus norvegicus (Collett, 1902)
- Pomatoschistus pictus (Malm, 1865)
- Pomatoschistus tortonesei Miller, 1969
- Pomatoschistus quagga (Heckel, 1837)